# Monumento naturale La Selva
Il monumento naturale La Selva è un'area naturale protetta del Lazio istituita nel 2000.
Occupa una superficie di 25 ha a Genazzano nella provincia di Roma.

## Fauna
volpe, tasso, istrice, riccio,